# Verchnië Kotly
Verchnië Kotly (Russisch: Верхние Котлы) is een station aan de tweede ringlijn in de Russische hoofdstad Moskou. het station ligt tussen een viaduct over de Varsjavskoje Sjosse en de toerit naar station Moskva Paveletskaja is gebouwd. Tijdens de bouw werd de naam Varsjavskaja gebruikt. De MZD (Moskouse IJzerenweg) die beide lijnen exploiteert wil hier dan ook een overstapstation bouwen tussen de tweede ringlijn en voorstadslijn die uit Paveletskaja naar het zuiden loopt. Het station behoort niet tot de stations die in 1908 aan de ringlijn waren gebouwd en is speciaal voor de overstap op de Paveletskaja spoorweg toegevoegd.

## Galerij

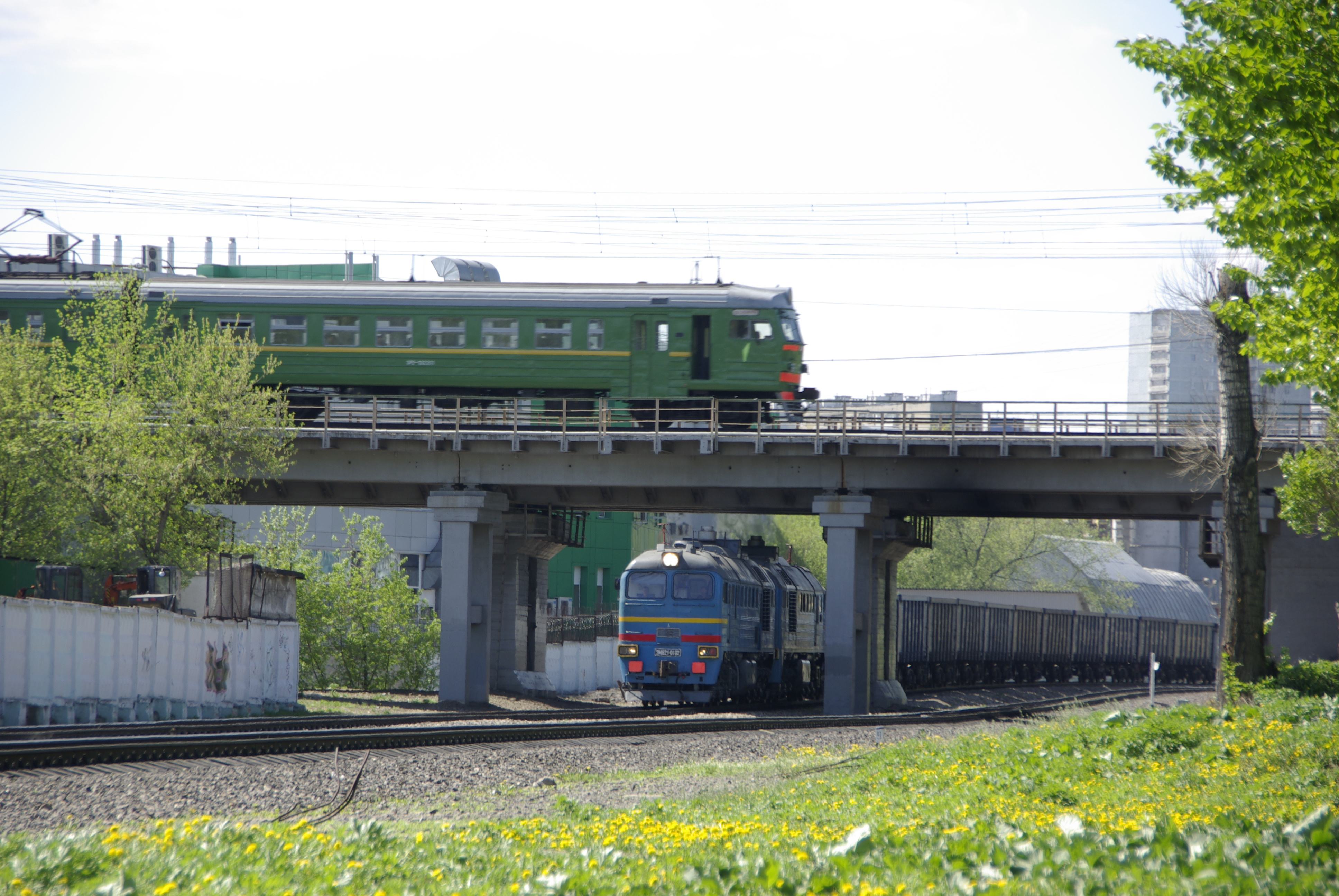
Voor de bouw een goederentrein op het ringspoor en een treinstel op de toerit naar Paveltskaja, gezien uit het oosten.
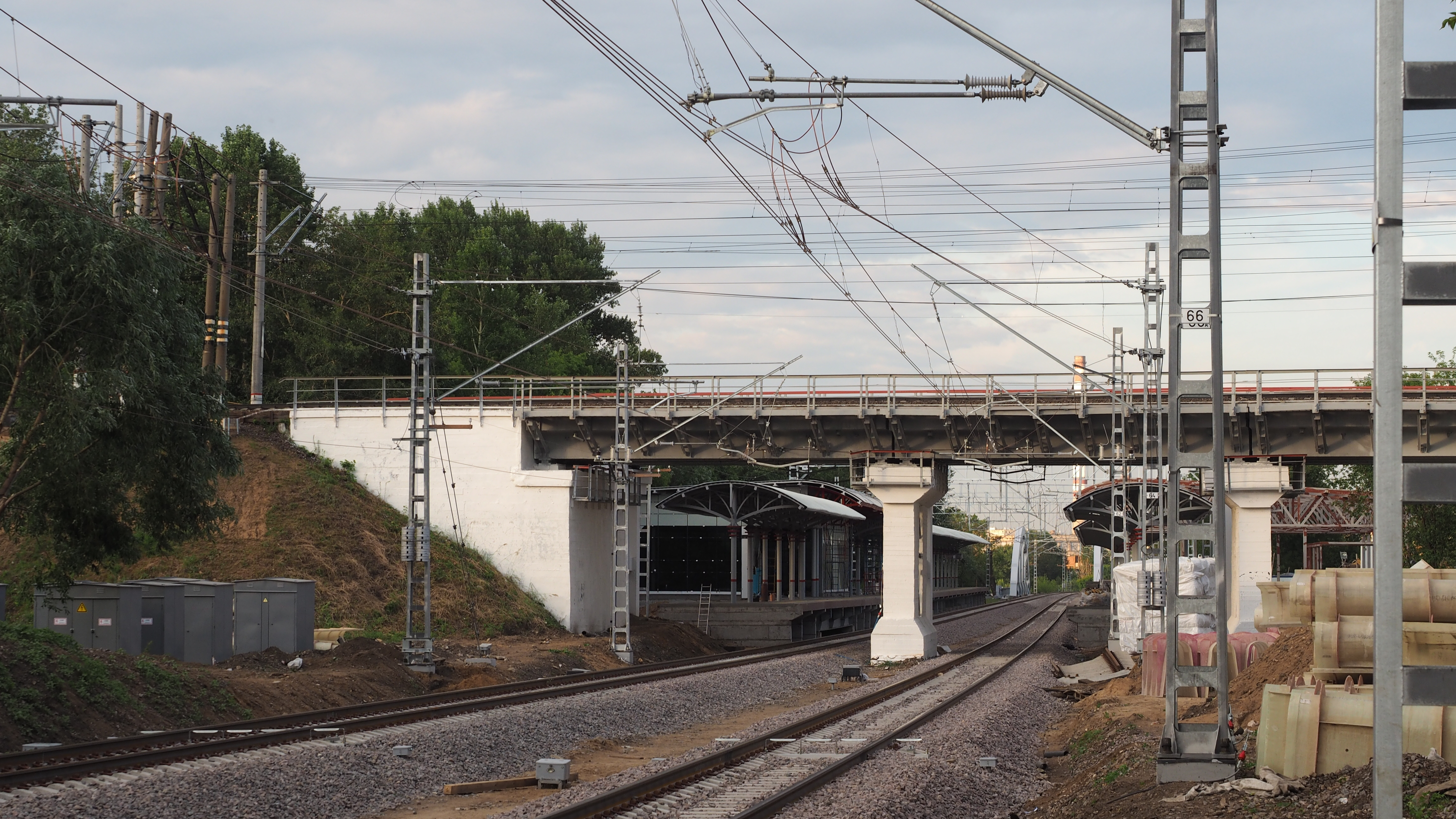
Tijdens de bouw hetzelfde viaduct gezien uit het westen
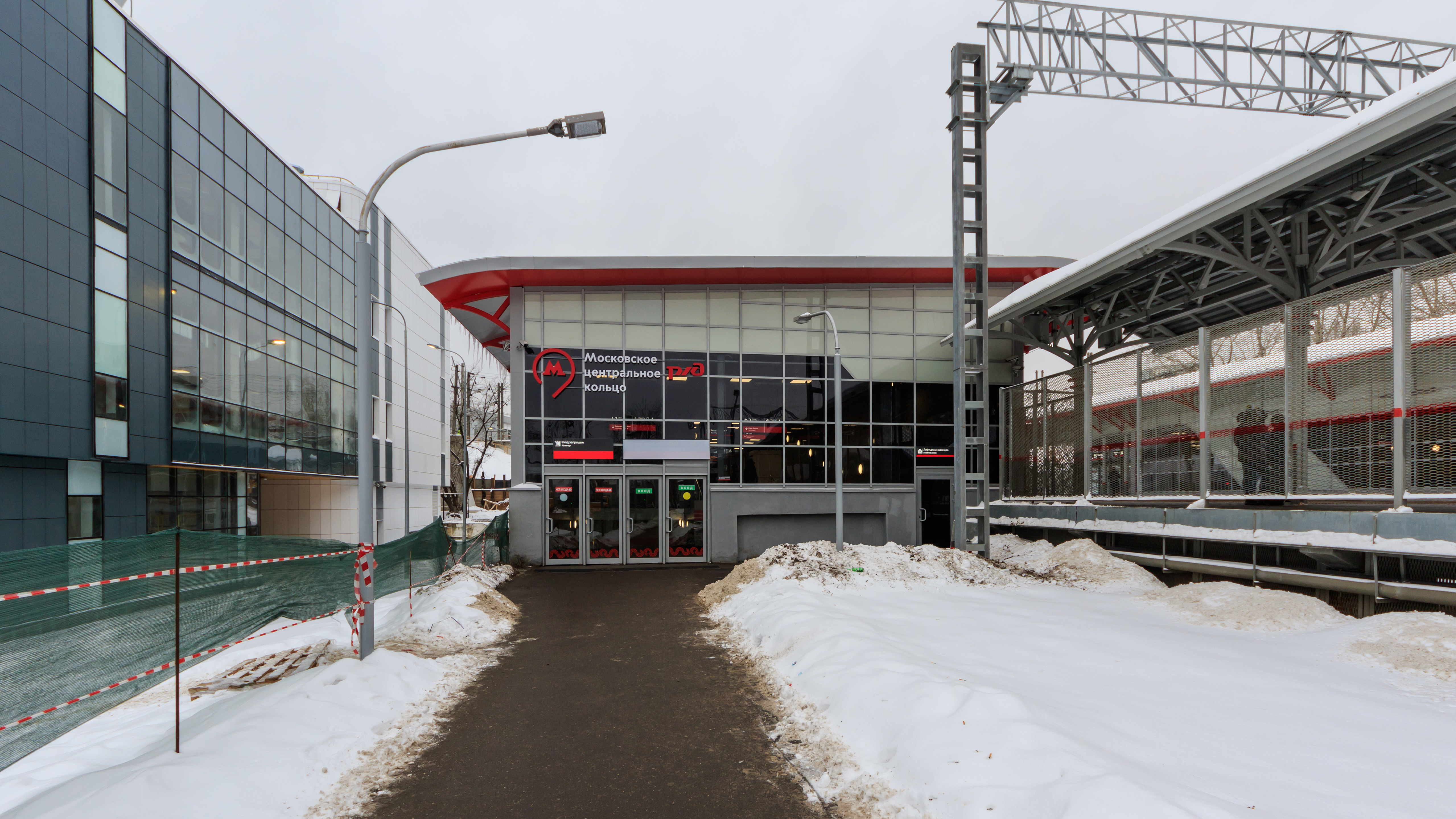
Het stationsgebouw aan de zuidkant